# Oplachantha caerulescens
Oplachantha caerulescens är en tvåvingeart som först beskrevs av Ignaz Rudolph Schiner 1868.  Oplachantha caerulescens ingår i släktet Oplachantha och familjen vapenflugor.
Artens utbredningsområde är Colombia. Inga underarter finns listade i Catalogue of Life.